# 말고기

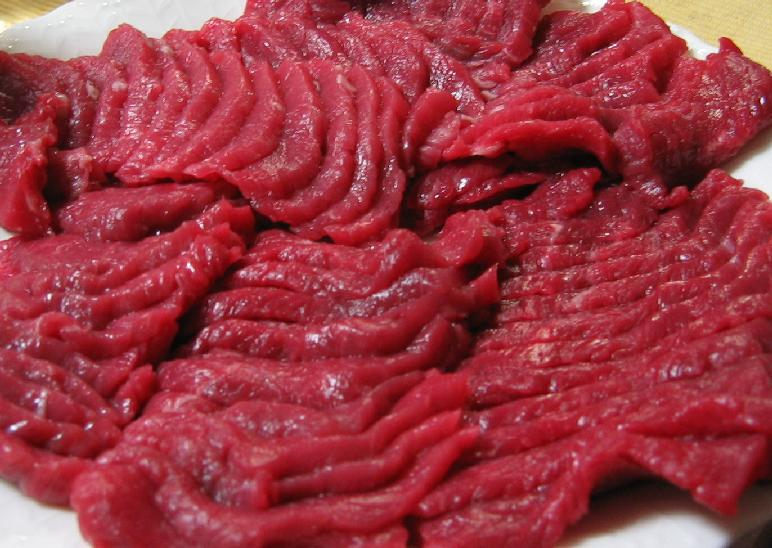
말고기

말고기 또는 마육(馬肉, 영어: horse meat)은 말의 고기이다. 연하고 지방 함량이 낮다는 특징이 있다.
인류 초창기 당시에는 말을 가축이 아닌 사냥감으로 보아 단백질의 공급원으로 삼기도 했으나, 시간이 지남에 따라 인간이 말을 가축으로 사육하면서 말을 하나의 동반자로 인식하는 경향이 강해져 고대 로마 등 일부 국가에서는 말고기가 금기 식품으로 자리잡게 되었다. 오늘날에는 통가나 중앙아시아 등지에서는 많이 생산되는 반면 유럽이나 남아메리카, 아시아 등 다른 지역에서는 요리 문화나 종교 등으로 인해 금기 식품으로 지정되었다. 한국의 경우도 마찬가지이며, 말고기를 금지한 이유는 일제 강점기 당시 말을 스포츠, 교통수단 등을 이용하기 위한 목적으로 쓰기 때문에 당연히 제한되어 있지만, 제주도의 특산물이다.

## 영양가
| 원천                            | 에너지 | 에너지 | 단백질 (g) | 지방 (g) | 철 (mg) | 나트륨 (mg) | 콜레스테롤 (mg) |
| 원천                            | (kJ)   | (Cal)  | 단백질 (g) | 지방 (g) | 철 (mg) | 나트륨 (mg) | 콜레스테롤 (mg) |
| ------------------------------- | ------ | ------ | ---------- | -------- | ------- | ----------- | --------------- |
| 사냥감 고기 (말, 날 것)         | 560    | 133    | 21         | 5        | 3.8     | 53          | 52              |
| 쇠고기 (스트립 스테이크, 날 것) | 490    | 117    | 23         | 3        | 1.9     | 55          | 55              |

## 생산량
2018년 기준 말고기 최대 생산 국가는 다음과 같다:
|     | 국가           | 동물 수  | 생산량 (단위: 톤) |
| --- | -------------- | -------- | ----------------- |
| 1.  | 중국           | 1589 164 | 200,452           |
| 2.  | 카자흐스탄     | 718 027  | 126,520           |
| 3.  | 멕시코         | 634 845  | 83,922            |
| 4.  | 몽골           | 397 271  | 57,193            |
| 5.  | 러시아         | 250 248  | 45,388            |
| 6.  | 미국           | 114 841  | 29,275            |
| 7.  | 캐나다         | 127 656  | 27,395            |
| 8.  | 브라질         | 188 531  | 24,566            |
| 9.  | 오스트레일리아 | 86 244   | 24,148            |
| 10. | 키르기스스탄   | 155 177  | 23,762            |

## 같이 보기
- 말
- 마차